# Gare de Champagnole
Gare de Champagnole vasútállomás Franciaországban, Champagnole településen.

## Vasútvonalak
Az állomást az alábbi vasútvonalak érintik:
- Andelot-en-Montagne–La Cluse-vasútvonal

## Kapcsolódó állomások
A vasútállomáshoz az alábbi állomások vannak a legközelebb:
- Gare d’Andelot
- Gare de Champagnole-Paul-Émile-Victo